# Забуковац
Забуковац (хрв. Zabukovac) је насељено место у саставу града Новог Винодолског, Приморско-горанска жупанија, Хрватска.

## Историја
До територијалне реорганизације у Хрватској био је у саставу старе општине Цриквеница.

## Становништво
У попису становништва из 2011. године, Забуковац није имао становника.
| Број становника према пописима | Број становника према пописима | Број становника према пописима | Број становника према пописима | Број становника према пописима | Број становника према пописима | Број становника према пописима | Број становника према пописима | Број становника према пописима | Број становника према пописима | Број становника према пописима | Број становника према пописима | Број становника према пописима | Број становника према пописима | Број становника према пописима | Број становника према пописима |
| ------------------------------ | ------------------------------ | ------------------------------ | ------------------------------ | ------------------------------ | ------------------------------ | ------------------------------ | ------------------------------ | ------------------------------ | ------------------------------ | ------------------------------ | ------------------------------ | ------------------------------ | ------------------------------ | ------------------------------ | ------------------------------ |
| 1857                           | 1869                           | 1880                           | 1890                           | 1900                           | 1910                           | 1921                           | 1931                           | 1948                           | 1953                           | 1961                           | 1971                           | 1981                           | 1991                           | 2001                           | 2011                           |
| 57                             | 0                              | 104                            | 136                            | 116                            | 116                            | 107                            | 114                            | 77                             | 49                             | 14                             | 0                              | 0                              | 0                              | 0                              | 0                              |

Напомена: До 1900. исказивано под именом Буковац. Године 1869 подаци су садржани у насељу Јаков Поље. Од 1971. без становника.